# 宋光伯
宋光伯，号安庄，贵州镇宁人。清朝官員。

## 生平
宋光伯為道光十八年（1838年）戊戌科二甲进士。道光二十年（1840）署福建连江县知县。后改任宁德县知县。

## 外部連結
- 連江知縣的廉政對聯[永久]